# Dominik Schad
Dominik Schad (Aschaffenburg, 1997. március 4. –) német utánpótlás-válogatott labdarúgó, aki 2018-tól a Kaiserslautern hátvédje.

## Pályafutása
2015. augusztus 3-án az RB Leipzig ellen leülhetett a felnőtt keret tagjaként a kispadra.
2016. május 15-én az SV Sandhausen ellen 3 percet töltött a pályán, ez a mérkőzés volt az első tétmérkőzése az első csapatban. Másnap az SSV Jahn Regensburg ellen debütált a második csapatban. 2018 nyarán 3 éves szerződést kötött a Kaiserslautern csapatával.

## Válogatott
2015. szeptember 4-én debütált az U19-es válogatottban az angolok ellen. Bekerült a 2017-es U20-as labdarúgó-világbajnokságra utazó keretbe.

## Statisztika
2018. szeptember 25. szerint.
| Klub              | Szezon   | Bajnokság | Bajnokság | Kupa  | Kupa | Nemzetközi | Nemzetközi | Összesen | Összesen |
| Klub              | Szezon   | Mérk.     | Gól       | Mérk. | Gól  | Mérk.      | Gól        | Mérk.    | Gól      |
| ----------------- | -------- | --------- | --------- | ----- | ---- | ---------- | ---------- | -------- | -------- |
| Greuther Fürth II | 2015-16  | 1         | 0         | -     | -    | -          | -          | 1        | 0        |
| Greuther Fürth II | 2016-17  | 18        | 1         | -     | -    | -          | -          | 18       | 1        |
| Greuther Fürth II | 2017-18  | 27        | 0         | -     | -    | -          | -          | 27       | 0        |
| Greuther Fürth II | Összesen | 46        | 1         | 0     | 0    | 0          | 0          | 56       | 1        |
| Greuther Fürth    | 2015-16  | 1         | 0         | 0     | 0    | -          | -          | 1        | 0        |
| Greuther Fürth    | 2016-17  | 9         | 0         | 0     | 0    | -          | -          | 9        | 0        |
| Greuther Fürth    | 2017-18  | 1         | 0         | 1     | 0    | -          | -          | 2        | 0        |
| Greuther Fürth    | Összesen | 11        | 0         | 1     | 0    | 0          | 0          | 12       | 0        |
| Kaiserslautern    | 2018-19  | 3         | 0         | 0     | 0    | -          | -          | 3        | 0        |
| Kaiserslautern    | Összesen | 3         | 0         | 0     | 0    | 0          | 0          | 3        | 0        |
| Összesen          | Összesen | 60        | 1         | 1     | 0    | 0          | 0          | 61       | 1        |